# Planet Outlaws
Planet Outlaws è un film statunitense del 1953, diretto da Ford Beebe e Saul A. Goodkind.

## Trama
Un aviogetto con a bordo Buck Rogers e il suo giovane aiutante, “Buddy” Wade, precipita in una impervia regione montuosa. Il relitto viene ritrovato ben 500 anni dopo da alcuni appartenenti ad una comunità di persone, residenti nella “Città Nascosta”, che tenta di resistere e opporsi a Killer Kane, dittatore che ha soggiogato la Terra.
I due occupanti del velivolo, grazie ad un particolare gas presente nell’abitacolo, sono stati preservati da qualunque alterazione fisica e possono essere riportati in vita. Riavutisi dallo stupore, Buck e Buddy decidono di collaborare con gli abitanti della Città Nascosta.
Killer Kane, dal proprio quartier generale nella città di Kaneville, basa il proprio potere sull’”elmetto amnesico”, che, posto sul capo di una persona, effettua un lavaggio del cervello e la induce a lavorare per lui.
Buck e Buddy, accompagnati dalla tenente Wilma Deering in una serie di missioni, la principale delle quali consiste nell’assicurarsi l’alleanza e l’aiuto del saggio governo degli abitanti di Saturno, sono coinvolti in svariati scontri, con esiti alterni, contro la potenza nemica di Kaneville, della quale, alla fine, riusciranno ad aver ragione.